# Lemster-tunnel
De Lemster-tunnel is een fietstunnel in Sneek onder de Rijksweg 7 die de wijken Tinga en Lemmerweg-West met elkaar verbindt.
De tunnel, geopend in 1991, dient om fietsers en voetgangers de mogelijkheid te geven om veilig de rondweg van Sneek te passeren. Rond 2010 vonden er in de tunnel bouwwerkzaamheden plaats in verband met de aanleg van een nieuw verkeersknooppunt boven de tunnel. De tunnel ligt onder de A7 tussen afslag Hommerts en Lemmerweg.
In de nabijheid van de tunnel bevindt zich de Tolhús-tunnel, die enkele jaren eerder is geopend.